# Allgemeine Truppenkunde
Allgemeine Truppenkunde ist ein Lehrfach der Militärwissenschaften und Ausbildungsgebiet der Grundausbildung aller Soldaten. 
Darin sind Themen zusammengefasst, die für alle Militärangehörigen – unabhängig von ihrer Zugehörigkeit zu einer Teilstreitkraft, einem Organisationsbereich, einer Waffengattung oder Verwendungsreihe und unabhängig von ihrem Dienstgrad – wichtig sind und die zum großen Teil gesetzlich geregelt sind. Sie werden mit unterschiedlichen Schwerpunkten und Tiefen in der Allgemeinen Grundausbildung und in den Lehrgängen zur Ausbildung der Unteroffiziere und Offiziere behandelt.
Dazu gehören am Beispiel des Curriculums der Bundeswehr die Teilfächer/Teilgebiete:
- Leben in der militärischen Gemeinschaft[2]

u. a. Soldatengesetz, Vorgesetztenverordnung, allgemeiner Tagesablauf, Innerer Dienst, Truppenausweis und Erkennungsmarke
- Anzugsordnung (Uniform)

u. a. Anzugarten, Dienstgrade und Dienstgradabzeichen
- Militärische Organisation

u. a. Gliederung der Streitkräfte, auch Zusammenarbeit mit nationalen und alliierten Dienststellen und Behörden
- Laufbahn- und Verwendungsmöglichkeiten
- Geld- und Sachbezüge

u. a. Wehrsold / Gehalt, Heilfürsorge, Versorgung, Urlaub
- Umweltschutz
- Presse- und Öffentlichkeitsarbeit